# Edward J. Smith

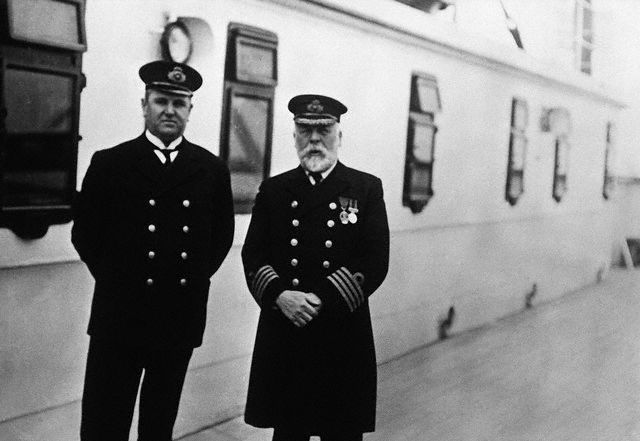
Mc.Clory s Edvardem John Smithem na Titanicu

Edward John Smith (27. ledna 1850 Hanley, Spojené království – 15. dubna 1912 severní Atlantik) byl anglický námořník, kapitán lodi Titanic, která se s ním potopila v roce 1912. Jeho ženou byla Sarah Eleanor Penningtonova, se kterou měl dceru Helen Melville Smithovou. V anglickém Lichfieldu se nachází jeho socha.

## Biografie

### Osobní život
Edward J. Smith se narodil 27. ledna 1850 ve městě Hanley (dnes součásti města Stoke-on-Trent). Jeho rodiče byli Edward Smith (hrnčíř) a Catherine Hancocková rozená Marshová, kteří se vzali v roce 1841 ve Wolstantonu a později si založili obchod. J. E. Smith se učil na škole v Etrurii. Ve 13 letech odešel do Liverpoolu, kde započal svou námořnickou kariéru. Dne 12. července 1877 se oženil se Sarah Eleanor Penningtonovou, se kterou měl dceru Helen Melville Smithovou. Rodina žila v luxusním domě jménem „Woodhead“ v Southamptonu.

### Jako kapitán
V březnu 1880 se přidal k lodní společnosti White Star Line, kde začínal jako 4. důstojník na lodi Celtic na linkách do Austrálie a do New Yorku. V roce 1888 dostal certifikát „Extra Master“ a připojil se k Britskému královskému námořnictvu v hodnosti Lieutenant zálohy. Od té doby mohl u svého jména užívat zkratku R. N. R., což znamenalo, že mohl být se svými loděmi povolán do války.

### Vyšší postavení
Od roku 1895 byl 9 roků kapitánem lodi Majestic. Když v Jižní Africe začala roku 1899 druhá búrská válka, byl povolán, aby tam s lodí Majestic dopravil vojáky. Obě dvě cesty do jižní Afriky se obešly bez incidentu, za což obdržel od krále Eduarda VII. medaili. V roce 1904 se stal komodorem flotily White Star Line a lidé z vyšší společenské vrstvy žádali, aby velel lodím, na kterých se chystali plavit. Časem byl známý jako „milionářský kapitán“. Od doby, kdy se stal komodorem, byl často jmenován kapitánem lodí na její první plavbě. V roce 1904 byl i kapitánem lodi Balticu, tehdy největší lodě světa, která patřila společnosti White Star Line. Její první plavba z Liverpoolu do New Yorku proběhla 29. června 1904 bez potíží. Po třech letech na Balticu byl pověřen velením druhé největší lodě Adriatic, jejíž první plavba opět proběhla bez potíží. Během služby na Adriaticu obdržel medaili za dlouhou službu Královskému námořnictvu společně s povýšením u White Star Line na velitele. Od té doby se mohl podepisovat jako Commander Edward John Smith, R. N. R.

### Na Olympiku
Byl jeden z nejzkušenějších kapitánů a tak byl pověřen velením na nových zaoceánských lodích třídy RMS Olympic, opět svého času největší na světě. První plavba RMS Olympiku z Liverpoolu do New Yorku proběhla 21. června 1911 bez potíží. Jen při kotvení v newyorském přístavu u mola 59 se udal malý incident. V přístavu byl pod velením přístavního navigátora RMS Olympik tažen 12 tažnými loděmi, z nichž jedna se dostala pod pravý šroub RMS Olympiku a narazila do trupu Olympiku. Nakonec se tažná loď uvolnila a poškozená doplula k molu.

### Incident s HMS Hawke
K první vážné nehodě došlo 20. září 1911, když se RMS Olympic srazil s britskou válečnou lodí HMS Hawke, při kterém válečná loď přišla o příď. Ačkoli byly na Olympiku poškozeny dvě vodotěsné přepážky, doplul do Southamptonu. Na konci vyšetřování Britské královské námořnictvo obvinilo velení RMS Olympiku z nedbalosti, kdy mohutný proud způsobený lodními šrouby RMS Olympiku způsobil kolizi s válečnou lodí HMS Hawke. Na můstku v té době byl sice kapitán Edward J. Smith, ale navigaci lodi v době kolize měl na starost lodivod. Pro White Star Line to byla finanční pohroma a doba, po kterou byla loď mimo provoz, situaci ještě zhoršila. RMS Olympik se vrátil do Belfastu, kde měl být rychle opraven. Z toho důvodu byla loděnice Harland & Wolff nucena oddálit dokončení lodi Titanic, protože hřídel k lodnímu šroubu Titaniku se použila na opravu RMS Olympiku. RMS Olympik se moře vrátil v únoru 1912, ale vzápětí ztratil list vrtule a musel být znovu nouzově opraven. Tyto incidenty donutily loděnici odložit dokončení Titaniku i jeho první plavbu, která se měla původně uskutečnit 20. března. Nový termín byl poté stanoven na 10. dubna.

### Na Titaniku
I přes problémy s RMS Olympicem společnost White Star Line jmenovala kapitánem Titaniku Edwarda J. Smitha, když opouštěla Southampton na svou první plavbu. Ačkoli některé zdroje uvádějí, že Edward J. Smith byl rozhodnut po první plavbě Titaniku odejít na zasloužený odpočinek, článek v časopisu Halifax Morning Chronicle 9. dubna 1912 napsal, že Edward J. Smith by na Titaniku zůstal až do doby, než společnost postaví ještě větší a lepší loď. Dne 10. dubna 1912 se Edward J. Smith přepravil taxíkem od svého domu do southamptonského přístavu. Na Titanic nastoupil v 7:30 hodin ráno a připravoval se na nástup v 8 hodin na palubě. Šel do své kajuty, aby dostal zprávu o plavbě od svého vrchního důstojníka Henryho Wilda. Když Titanik ve 12:14 vyplul, málem se srazil s lodí New York, ale jeho rychlá reakce zabránila kolizi a předčasnému ukončení první plavby. Někdo to považoval za nešťastné znamení, podobně jako když se Olympik srazil s lodí HMS Hawke. Dne 14. dubna 1912 ve 23:40 došlo nedaleko Newfoundlandu, v severním Atlantiku ke kolizi Titaniku s ledovcem. Za 2 hodiny a 40 minut se Titanik potopil. Edward J. Smith při kolizi utonul. Během této tragédie utonulo 1523 lidí.

### Smrt

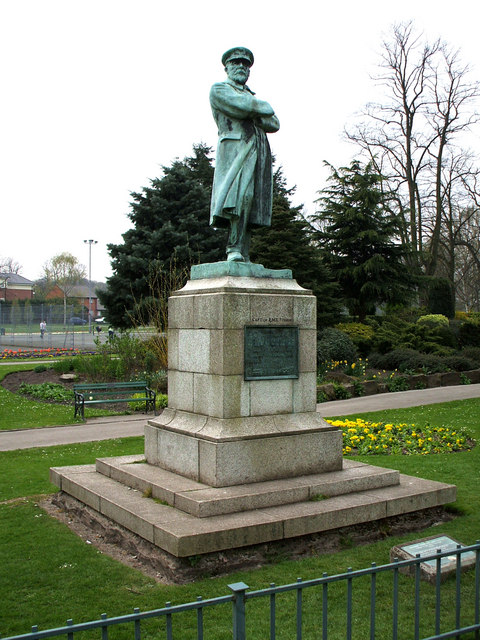
Socha kapitána E. J. Smithe
Beacon Park, Lichfield

O osudu kapitána Edwarda J. Smitha existují protichůdné zprávy. Někteří přeživší včetně druhého důstojníka Charlese Lightollera svědčili, že Smith přišel na můstek v tichosti kolem 2:10, deset minut před tím, než se loď definitivně potopila. Zamkl se v kormidelně a zemřel u kormidla poté, co se pod tlakem vody prolomila okna a voda místnost zcela zatopila. Robert Williams Daniel, cestující v 1. třídě, po své záchraně vypověděl pro New York Herald (vydání ze dne 19. dubna 1912), že byl svědkem utonutí kapitána Smithe v kormidelně. „Viděl jsem kapitána na můstku. Moje oči se upíraly přímo na něj. Paluba, ze které jsem vyskočil, byla už pod vodou. Voda stoupala pomalu, byla na úrovni podlahy můstku. Pak kapitánovi do pasu. Dál jsem ho už neviděl. Zemřel jako hrdina.“ Tato svědectví jsou podpořena knihou Roberta Ballarda The discovery of the Titanic a některými historiky. Vznikl tak ikonický obraz ve prospěch Smitha. Další zdroje však tvrdí, že Smith byl aktivně přítomen v rádiové (komunikační) místnosti, vydával aktualizace polohy lodi pro lodě reagující na tísňové volání. Zpočátku kolovaly zvěsti, že se Smith zastřelil. To uvedly Washington Times a francouzský L'Excelsior, které stavěly na výpovědích Gretchen Longleyové a Ruth Dodgeové. Přeživší členové posádky ovšem tyto domněnky důrazně popřeli.
V dalším svědectví uvedl mladší spojař Harold Bride, že v době kdy pracoval na uvolnění skládacího člunu „B“ (Collapsible B), viděl kapitána Smithe skočit do moře na pravoboku lodi ve chvílí, kdy voda začala zaplavovat můstek. Toto potvrdila i cestující první třídy paní Eleanor Widenerová, které se v té době nacházela na záchranném člunu č. 4 (nacházejícím se nejblíže potopené lodi). Je možné, že pozorovanou osobou byl šestý důstojník James Moody, který byl v té době také viděn, jak skáče z lodi, zdá se však nepravděpodobné, že by si Bride, který znal jak Smithe tak Moodyho, mohl oba muže splést. Také pasažér druhé třídy William John Mellors a hasič Harry Senior, kteří se zachránili na skládacím člunu „B“, svědčili, že Smith skočil z můstku.
Zprávy tvrdící, že Smith měl dopravit dítě vodou k záchrannému člunu a následně se obrátit a plavat zpět ke své potápějící se lodi nebo se utopit v ledové vodě, jsou téměř jistě smyšlené, jak potvrdili historici v dokumentu Titanic: Death of a Dream. Svědectví některých přeživších však naznačují, že kapitán Smith mohl doplavat k skládacímu člunu „B“ a následně zemřít ve vodě na podchlazení. Plukovník Archibald Gracie svědčil, že k přeplněnému člunu připlul neznámý plavec, ke kterému jeden z mužů na palubě hlasitě pronesl „Držte se toho, co máte, starý pane, ještě jeden muž na palubě a půjdeme ke dnu všichni.“ Plavec odpověděl: „Dobře, chlapci. Hodně štěstí a Bůh s vámi.“ Gracie muže sám neviděl a nemohl jej tedy identifikovat, ale někteří další přeživší tvrdili, že v daném muži poznali kapitána Smithe.
Osud kapitána Edwarda J. Smitha pravděpodobně zůstane nevyjasněn. Titanik narazil na ledovec 14. 4. 1912 ve 23:40, ale potopil se až ve 2:20 ráno následujícího dne, proto je dnem úmrtí kapitána Edwarda J. Smitha uváděn 15. duben 1912.

## Odkaz
Na jeho památku byla v Beacon Park v Lichfieldu vztyčena a 29. července 1914 jeho dcerou Helenou odhalena socha kapitána Smithe. Pamětní deska na podstavci sochy nese jeho plné jméno se všemi tituly, daty narození i úmrtí, následováno textem: Odkázal svým krajanům památku a příklad velkého srdce, odvážného života a hrdinné smrti. Buďte Britové. Poslední dvě slova textu pamětní desky jsou podle některých svědectví posledními slovy kapitána Smithe.
| Capt. of R.M.S. Titanic |
| ۞ (_.·´¯´¤ COMMANDER ¤`¯`·._) ۞ EDWARD JOHN SMITH R.D. R.N.R. BORN JANUARY 27 1850 DIED APRIL 15 1912 BEQUEATHING TO HIS COUNTRYMEN THE MEMORY & EXAMPLE OF A GREAT HEART A BRAVE LIFE AND A HEROIC DEATH ۞ (¯`·._.¤ "BE BRITISH" ¤._.·´¯) ۞ |